# Todtmoos
Todtmoos egy helység Németországban Baden-Württemberg szövetségi tartományban.
Ez a kis üdülőfalu nagyon szép hely, tele szép fákkal, kis állatokkal és mindenféle szépségekkel. Ezen kívül a falu kb. 60%-a étteremből és kis ajándékboltból áll. Lakosainak száma 2084 fő (2023. december 31.).

## Látnivalók
- Heimatsmuseum
- Római katolikus templom

## Népesség
A település népessége az elmúlt években az alábbi módon változott:
| Lakosok száma | 1937 | 1918 | 2025 | 2008 | 1793 | 2287 | 2104 | 2052 | 1867 | 2084 |
|               | 1961 | 1967 | 1974 | 1980 | 1987 | 1993 | 2000 | 2006 | 2013 | 2023 |